# Synagrops argyreus
Synagrops argyreus és una espècie de peix pertanyent a la família dels acropomàtids.

## Hàbitat
És un peix marí, bentopelàgic i de clima tropical que viu entre 0-545 m de fondària (normalment, entre 95 i 185) i entre les latituds 22°N-2°S i 159°W-142°W.

## Distribució geogràfica
Es troba des del Pacífic occidental central fins a les illes Hawaii.

## Observacions
És inofensiu per als humans.